# Marasmius rotula
Marasmius rotula, en algunas zonas conocida como aspirina, es una especie de hongo agárico de la familia Marasmiaceae. Especie tipo del género Marasmius, fue descrita en 1772 por el micólogo Giovanni Antonio Scopoli y el nombre científico actual fue asignado en 1838 por Elias Magnus Fries. Los cuerpos fructificantes o setas se caracterizan por píleos blanquecinos, membranosos y finos de hasta 2 cm de ancho, así como un espacio circular en el centro y unos pliegues que alcanzan los bordes ondulados. Los estipes huecos, delgados y nervudos de color negro miden hasta 8.0 cm de largo por 1.5 mm de grosor. En la parte inferior de los píleos hay láminas blancas separadas que se unen a un collar que rodea al estipe. Los hongos crecen en grupos sobre madera en descomposición, como ramas caídas y palos, troncos cubiertos de musgo y tocones.
A diferencia de otros hongos conocidos por liberar esporas en respuesta al ritmo circadiano, en M. rotula la esporulación depende de la humedad en el ambiente. Los hongos secos pueden «revivir» después de rehidratarse y seguir liberando esporas hasta tres semanas después, en una producción prolongada y con una duración notablemente mayor que otros agáricos típicos. Existen varias especies de Marasmius que pudieran confundirse con M. rotula debido a aspectos generales similares, pero por lo general las diferencias en tamaño, disposición del sustrato y las láminas son características suficientes para distinguirlos en la investigación de campo. Aunque las setas no se consideran comestibles, producen una enzima peroxidasa única que ha atraído investigaciones para el posible uso en aplicaciones de la bioingeniería.

## Descripción

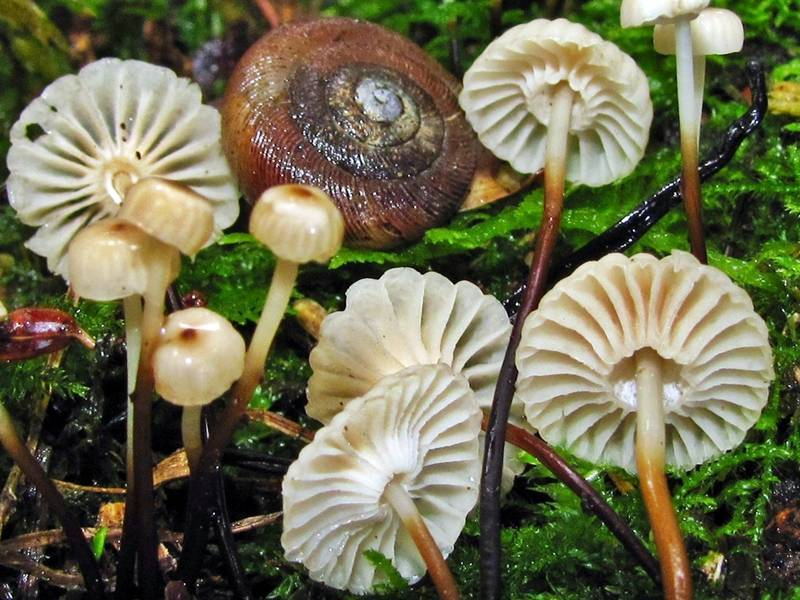
Las láminas están unidas a un collar que rodea el estipe.

El píleo del basidiocarpo es delgado y membranoso y su diámetro mide 3 a 20 mm. Tiene una forma convexa ligeramente deprimida en el centro, con arrugas visibles en una grilla de láminas y bordes ondulados. Los píleos jóvenes sin dilatar son de color marrón amarillento; cuando se expanden, se aclaran a blanco brillante o blanco rosado, que frecuentemente en el centro se observan con manchas marrones más oscuras. La variedad fusca tiene píleos marrones. La carne es muy delgada y blanca o ligeramente amarillenta y alcanza aproximadamente 0.25-1.5 mm de grosor en la parte central del píleo, pero puede incluso ser más delgada en el borde.
Las láminas están unidas a un collar, no al estipe, aunque en algunos especímenes la separación entre ambas es difícil de observar. Las láminas, separadas entre ellas, tienen el mismo color blanquecino a amarillo pálido de la carne y, por lo general, el número varía entre 16 y 22. Inicialmente son estrechas, pero se engrosan por la parte inferior alrededor de 3.1 mm en el borde expuesto. El estipe mide 1.2-8.0 cm de largo y hasta 0.15 cm de grosor, con una superficie lisa, a veces brillante; es duro, hueco y recto o un poco curvo. El color del estipe es marrón negruzco hasta un ápice casi translúcido y pálido. Su base puede estar unida a rizomorfos de color marrón oscuro o negro de 0.1-0.3 mm de grosor, similares a raíces. Los especímenes maduros no tienen velo visible.
La apariencia de los cuerpos fructificantes —el color, en particular— varía y depende de las condiciones de crecimiento. Por ejemplo, los especímenes que crecen en troncos de roble y bosques de pacana en la primavera tienden a tener píleos deprimidos y color blanco amarillento que los encontrados en el mismo sitio en otoño, que son de color marrón claro amarillo y con forma más convexa. El desarrollo del cuerpo frutificante es hemiangiocárpico, con un himenio parcialmente visible y rodeado por tejidos basidiocarpo. El micólogo francés Robert Kühner describió un tejido similar a una cortina cubriendo las láminas jóvenes antes del crecimiento del píleo que se separa el estipe. No obstante, en condiciones meteorológicas desfavorables las setas pueden no desarrollarse normalmente y, en su lugar, producen basidiocarpos semigasteroides. Según Louis C.C. Krieger:
En particular, obsérvese la forma en la que el estipe en forma de cabello se fija en la diminuta cavidad, el escaso desarrollo de las láminas, y los finos surcos y festones en el borde del píleo. Una casamentera suiza no hubiera podido hacer tan excelente trabajo.

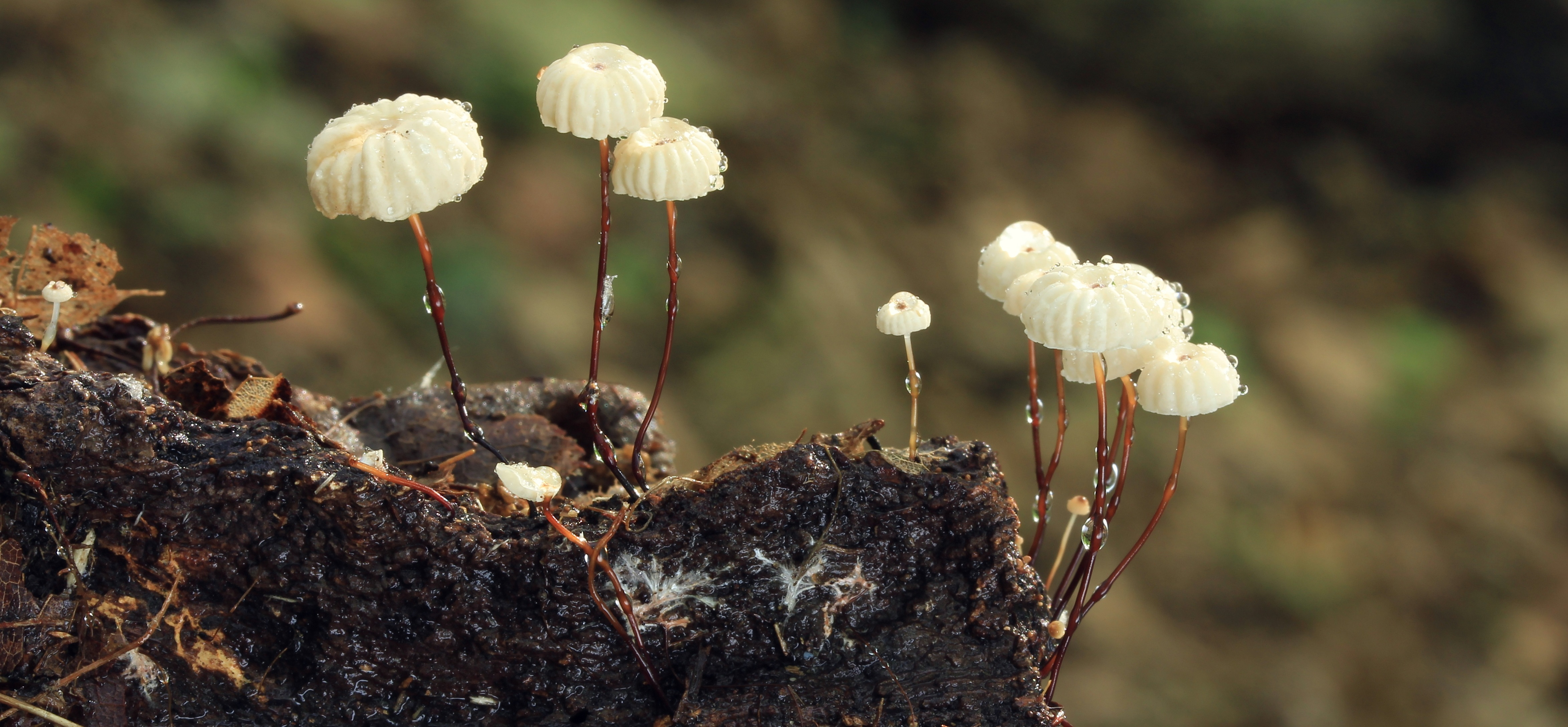
Algunas aspirinas rociadas con la lluvia.

### Características microscópicas
Al aplicar una técnica de esporada, las esporas de M. rotula se observan con colores blanco o amarillo pálido. Bajo un microscopio óptico, son hialinas (translúcidas) con forma de lágrima o pepita, cuyas dimensiones son 7-10 x 3-5 µm. Los basidios (células que producen esporas) agrupan cuatro esporas con forma de bastón o similar, con unas dimensiones de 21-21 x 4-17 µm. A lo largo del borde de la lámina, intercalados entre los basidios, hay células no reproductivas, la cistidios; estos también tienen forma de bastón pero con unas protuberancias similares a las verrugas rugosas en la superficie. El borde de las láminas tiene células adicionales con forma de bastón, las cuales tienen aspecto variable, paredes delgadas y miden 7-32 x 2.5-20 µm. Las superficies apicales están cubiertas por verrugas o incrustaciones amarillentas, cónicas y despuntadas de 0.2-1.5 x 0.1-1 µm.

## Taxonomía
El micólogo italiano Giovanni Antonio Scopoli describió la especie en 1772 con el nombre de Agaricus rotula. En 1821, Elias Magnus Fries redescribió la seta en Systema Mycologicum y posteriormente la transfirió a Marasmius en la publicación Epicrisis Systematis Mycologici (1838). Los sinónimos son nombres derivados de las transferencias genéricas a Androsaceus por Narcisse Théophile Patouillard en 1887 y a Chamaeceras por Carl Ernst Otto Kuntze en 1898. Ambos géneros ahora son obsoletos y han sido incluidos de nuevo en Marasmius.
Samuel Frederick Gray, en su A Natural Arrangement of British Plants (1821), introdujo el nombre genérico Micromphale, que incluyó la especie Micromphale collariatum, basándose en Merulius collariatus, descrita en 1796 por William Withering. En 1946, Alexander Hanchett Smith y Rolf Singer propusieron conservar el nombre Marasmius en lugar de Micromphale; este último tenía prioridad nomenclatorial ya que fue el primero en ser publicado. El nombre genérico Marasmius, con M. rotula como la especie lectotipo, más tarde fue conservado en el Congreso sobre Nomenclatura Botánica de 1954 en París. Asimismo, M. rotula es la especie tipo de la sección Marasmius dentro del género. Esta agrupación de especies se caracteriza por una carne inamiloide, una cutícula del sombrero con células en forma de bastón (proyecciones similares a dedos muy comunes en especies Marasmius) adornadas con numerosas verrugas, láminas generalmente unidas a un collar que rodea el estipe y la presencia de finas cuerdas negras (rizomorfos) en el estipe.
Se han descrito muchas variedades de M. rotula. En 1869 Miles Joseph Berkeley y Moses Ashley Curtis nombraron «var. fuscus» a las especies con píleo marrón. En 1887, Pier Andrea Saccardo describió la var. microcefalia en Italia, con píleos de la mitad del tamaño promedio. Sin embargo, para la micología moderna la morfología de los cuerpos frutificantes es variable y depende de las condiciones ambientales. Joseph Schröter describió la var. phyllophyla en 1889, pero ese taxón es ahora tratado como Marasmius bulliardii. Uno de los nombres con el que se conoce a la especie en Inglaterra es horse hair fungus («hongo crin de caballo»), que es compartido con otros miembros del género Marasmius, como M. androsaceus y M. crinis-equi.

### Especies similares
Existen algunas especies menos comunes de Marasmius con las que M. rotula pudiera confundirse debido a aspectos generales similares, pero las diferencias en el tamaño, disposición de las láminas y el sustrato son características tomadas en cuenta en la investigación de campo para distinguirlas. Por ejemplo, Marasmius capillaris tiene un píleo marrón pálido con un centro blanco y crece en las hojas de roble sin formar grupos. Además, tiene una curvatura uniforme, a diferencia del píleo plegado y arrugado de M. rotula, y el tallo un poco más delgado (por lo general menor de 0.3 mm) y ligeramente más oscuro.
M. rotula se distingue de M. bulliardii por su tamaño ligeramente grande y mayor número de láminas. M. limosus se encuentra en marismas, donde fructifica en los tallos muertos de cañas y juncos. Tetrapyrgos nigripes (anteriormente clasificado en Marasmius) tiene píleos blancos de 5 a 10 mm de diámetro, láminas unidas (aunque en algunas veces son ligeramente decurrentes), un estipe oscuro cubierto con diminutos pelos blancos que le dan una apariencia polvorosa y esporas triangulares o en forma de estrella. M. neorotula, descrito en Brasil, fue considerada por su descubridor, Rolf Singer, como estrechamente relacionada con M. rotula. Puede distinguirse de M. rotula por la distribución tropical, su menor tamaño y láminas con espacios más amplios. M. rotuloides, cuyo único hábitat conocido es el bosque montano de la isla Trinidad, solo se puede distinguir de M. rotula a partir de características microscópicas: tiene esporas ovoidales más pequeñas que miden 5 x 2.5 µm.
Otras especies Marasmius con láminas dispuestas en molinete son distinguibles fácilmente de M. rotula, en especial por las diferencias en el color, como M. siccus (anaranjado), M. pulcherripes (rosado) y M. fulvoferrugineus (marrón ladrillo). Mycena corticola es más pequeña que M. rotula, el píleo es marrón-rosado pálido y, por lo general, se encuentra creciendo de forma individual o en pequeños grupos en cortezas desprendidas cercanas a la base de árboles vivos.

## Ecología y distribución
M. rotula es una especie sapróbica y, como tal, obtiene los nutrientes por la descomposición de materia orgánica muerta. Crece en bosques caducifolios y fructifica en grupos o racimos en la madera muerta (especialmente hayas), restos de madera, como ramas o palos y, de vez en cuando, en hojas en descomposición. Los cuerpos fructificantes, que fácilmente son pasados por alto debido a su diminuto tamaño, están presentes en abundancia después de las lluvias. La especie es relativamente intolerante a los bajos potenciales hídricos y crece poco o nada en condiciones de estrés hídrico. Es incapaz de degradar la hojarasca hasta que esté bien fragmentada y compacta, de modo que la capacidad de retención de agua se incremente en las capas más profundas del suelo. Se ha observado a la reinita de magnolia forrando su nido con los cuerpos frutificantes de los estipes.

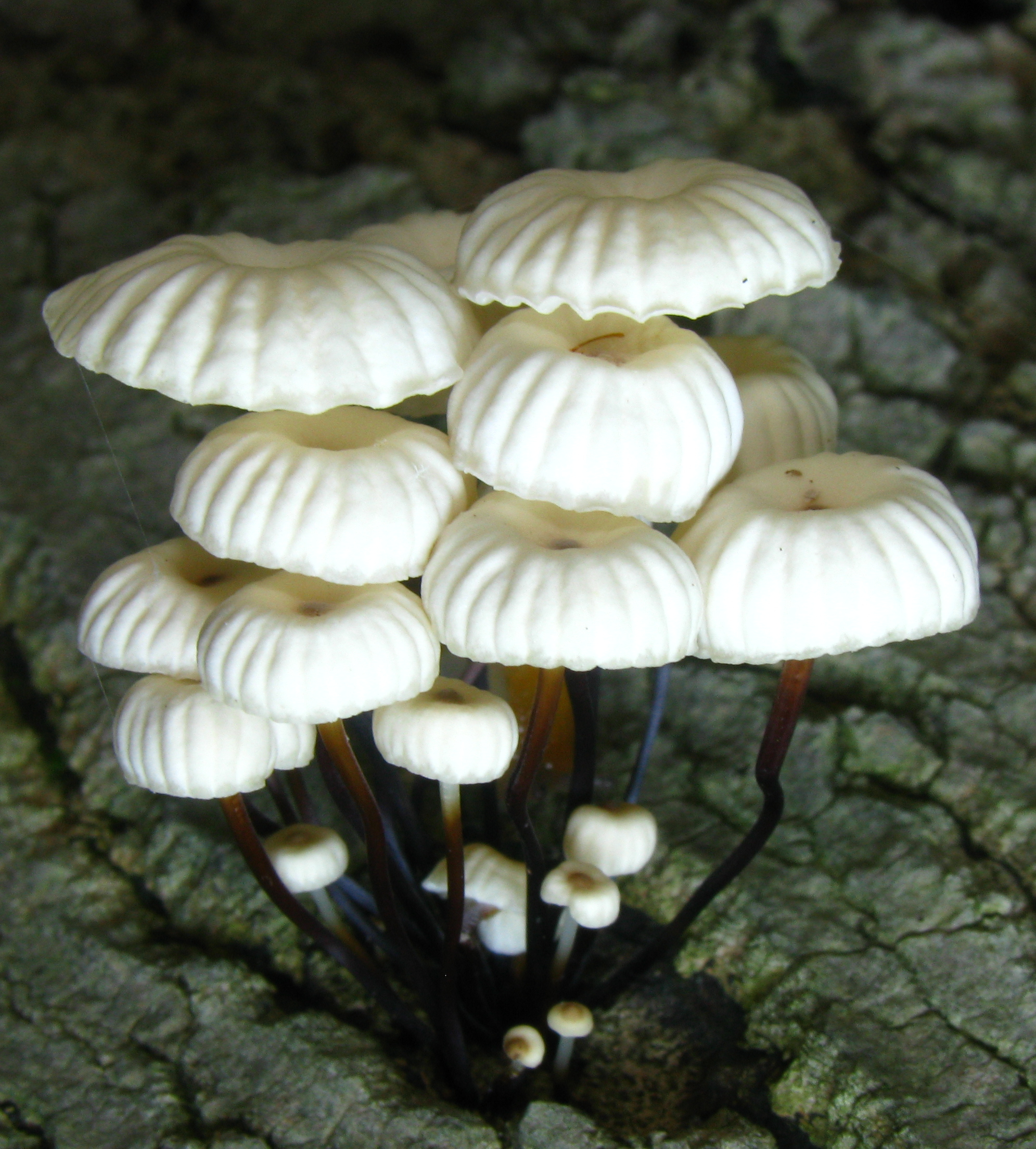
Normalmente, los cuerpos fructificantes crecen en grupos sobre restos de madera.

En 1975, la micóloga estadounidense Martina S. Gilliam investigó la periodicidad de la liberación de esporas en M. rotula y concluyó que su descarga no seguía un ritmo circadiano normal, como es típico de hongos agáricos y boletos, sino que dependía de la lluvia. Se requiere un límite en la precipitación para provocar como respuesta la liberación de esporas y el tiempo de descarga máxima se correlaciona con la cantidad de lluvia, en lugar de su duración. Asimismo, Gilliam observó que las esporadas se obtuvieron más fácilmente si los extremos de los estipes se colocaban en agua, lo que sugiere que este elemento debe entrar por el cuerpo fructificante para que se produzca la liberación.

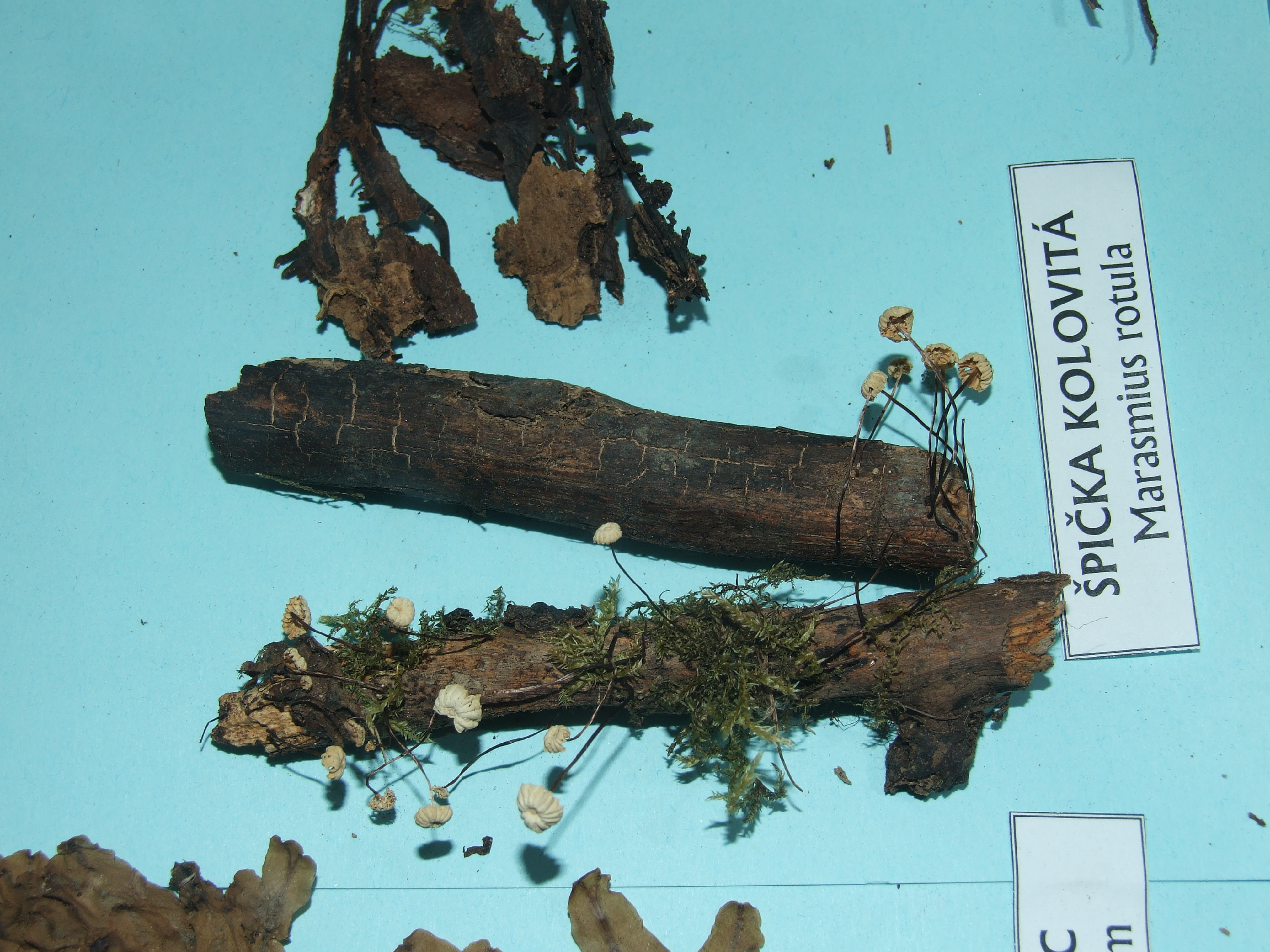
Algunas setas deshidratadas en la exposición de un museo municipal checo.

Al igual que muchas otras especies de Marasmius, los cuerpos fructificantes de M. rotula pueden deshidratarse y arrugarse en los períodos secos, pero puede «revivir» cuando hay suficiente humedad disponible en el ambiente en forma de lluvia o humedad alta. El estudio de Gilliam demostró que los cuerpos fructificantes revividos eran capaces de liberar esporas durante un período de aproximadamente tres semanas, mientras que estudios anteriores utilizando métodos similares, pero con otros agaricomicetos, indicaron que la liberación de esporas se producía en un período más corto, de hasta seis días después de la recuperación. El potencial para la producción y liberación prolongada de esporas podría ser el resultado del crecimiento de nuevos basidiolos (basidios inmaduros) durante períodos de crecimiento, luego que completa la maduración al recuperarse la seta. Esto también podría explicar por qué las láminas se vuelven más gruesas cuando el hongo madura.
El hongo está muy extendido geográficamente y es común en sus hábitats preferidos en América del Norte, Europa y el Asia del Norte. Aunque mucho menos común en zonas al sur, se ha informado de colecciones aisladas en África (cuenca del Congo, Nigeria, Sierra Leona y Tanzania) y Asia Meridional (la India). M. rotula es bastante común en la parte oriental de América del Norte.

## Aplicaciones
Se considera al hongo incomestible, pero no venenoso. No tiene olor distinguible y su sabor es descrito como suave o amargo. El micólogo Louis Krieger, escribiendo para National Geographic en los años 1920, detalló que el hongo se utilizaba como ingrediente en las salsas gravy y, cuando se utilizaba para aderezar la carne de venado, «añade el toque salvaje apropiado de los bosques». Los cuerpos fructificantes bioacumulan cadmio, pues, en un estudio de la concentración de metales en quince especies de hongos silvestres de la India, se reveló que M. rótula acumuló la mayor concentración de dicho metal.
Una enzima peroxidasa conocida como «peroxigenasa aromática Marasmius rotula» (abreviado como POAMro; MroAPO en inglés) ha atraído el interés de investigadores para posibles aplicaciones en biocatálisis. El motivo es que las enzimas que catalizan reacciones de transferencia de oxígeno son útiles en la síntesis química, debido a que trabajan de forma selectiva y en condiciones ambientales. Las peroxidasas fúngicas pueden catalizar oxidaciones que son difíciles para la química orgánica, entre aquellas que implican sustratos aromáticos como anilina, 4-aminofenol, hidroquinona, resorcinol, catecol y paracetamol. La enzima M. rotula es la primera peroxigenasa fúngica que puede producirse con gran rendimiento; se mantiene estable en un amplio rango de pH y en una variedad de disolventes orgánicos. Otro potencial que posee la enzima es su utilidad como biosensor para sustancias aromáticas en el análisis medioambiental y el monitoreo terapéutico de fármacos.